# Dnipro Arena
El Dnipro Arena (en ucraniano: Дніпро-Арена) es un estadio de fútbol de la ciudad de Dnipró, Ucrania. El estadio fue sede del extinto club de fútbol de la ciudad, el SC Dnipro-1, y tiene una capacidad total de 31.003 espectadores todos sentados. Las obras de construcción del estadio comenzaron el 1 de abril de 2005 y fue inaugurado el 14 de septiembre de 2008. El Dnipro Arena cuenta con modernas instalaciones con sala de prensa (con capacidad para 219 personas), asientos reservados de primera clase y palcos vip. Reemplazó al antiguo estadio del club, el estadio Meteor.
Actualmente, y pese a que necesita remodelación o que se le incluya techo, es uno de los estadios candidatos a ser sede del LXII Festival de la Canción de Eurovisión que se celebrará en Ucrania, en principio los días 9, 11 y 13 de mayo de 2017 después de que Jamala se llevase el triunfo en Estocolmo (Suecia), con su 1944. La elección final de la sede del festival se conocerá el 1 de agosto de 2016.
Acogió el partido de clasificación para la Copa del Mundo de 2010 entre Ucrania e Inglaterra, ya que el estadio Olímpico de Kiev se encontraba en proceso de remodelación para la Eurocopa 2012. Precisamente, el Dnipro Arena fue uno de los candidatos para esa cita, pero finalmente fue descartado en mayo de 2009 debido a que la UEFA exige estadios de, al menos, 33 000 espectadores.

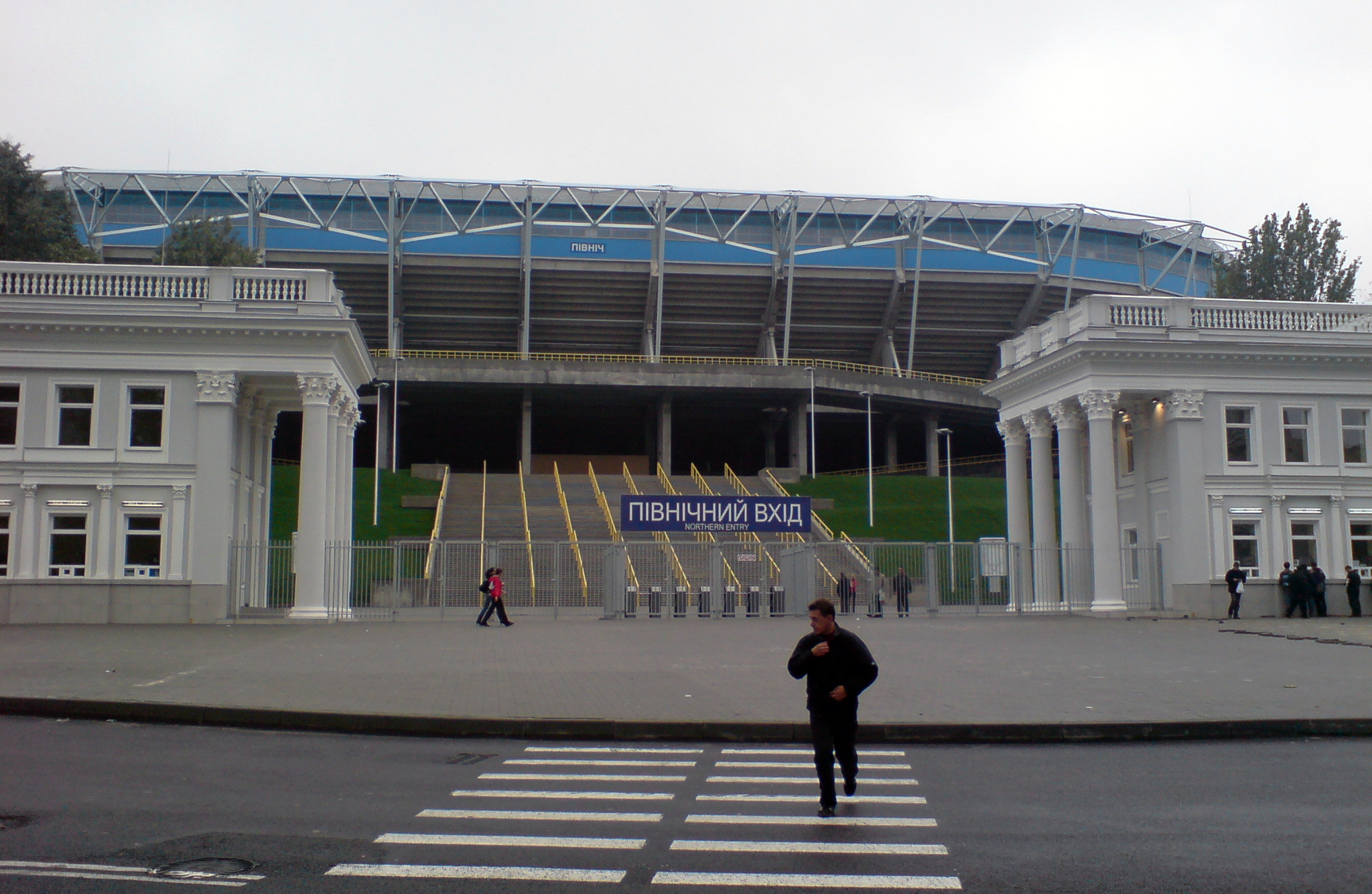
Entrada norte del estadio
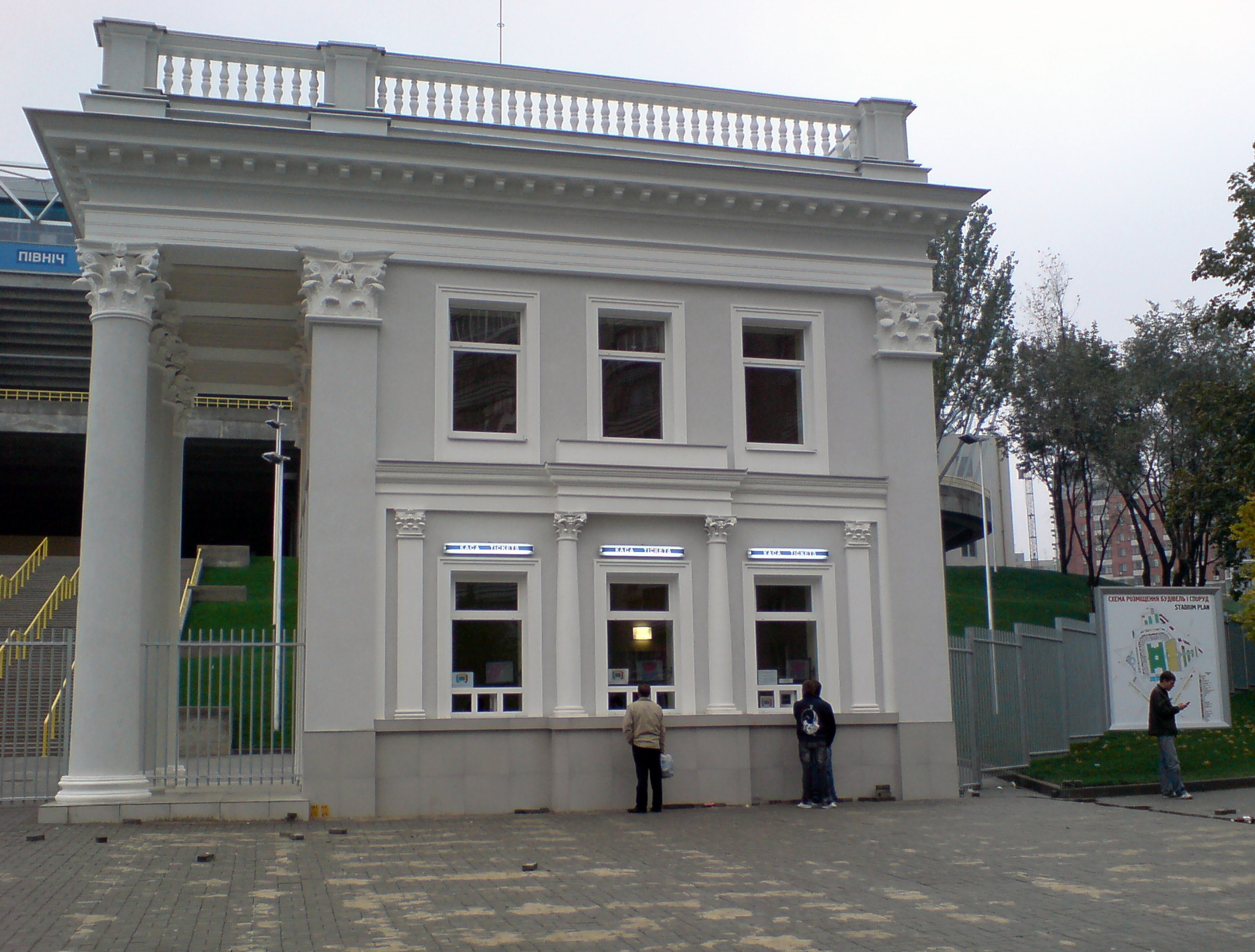
Taquillas del estadio
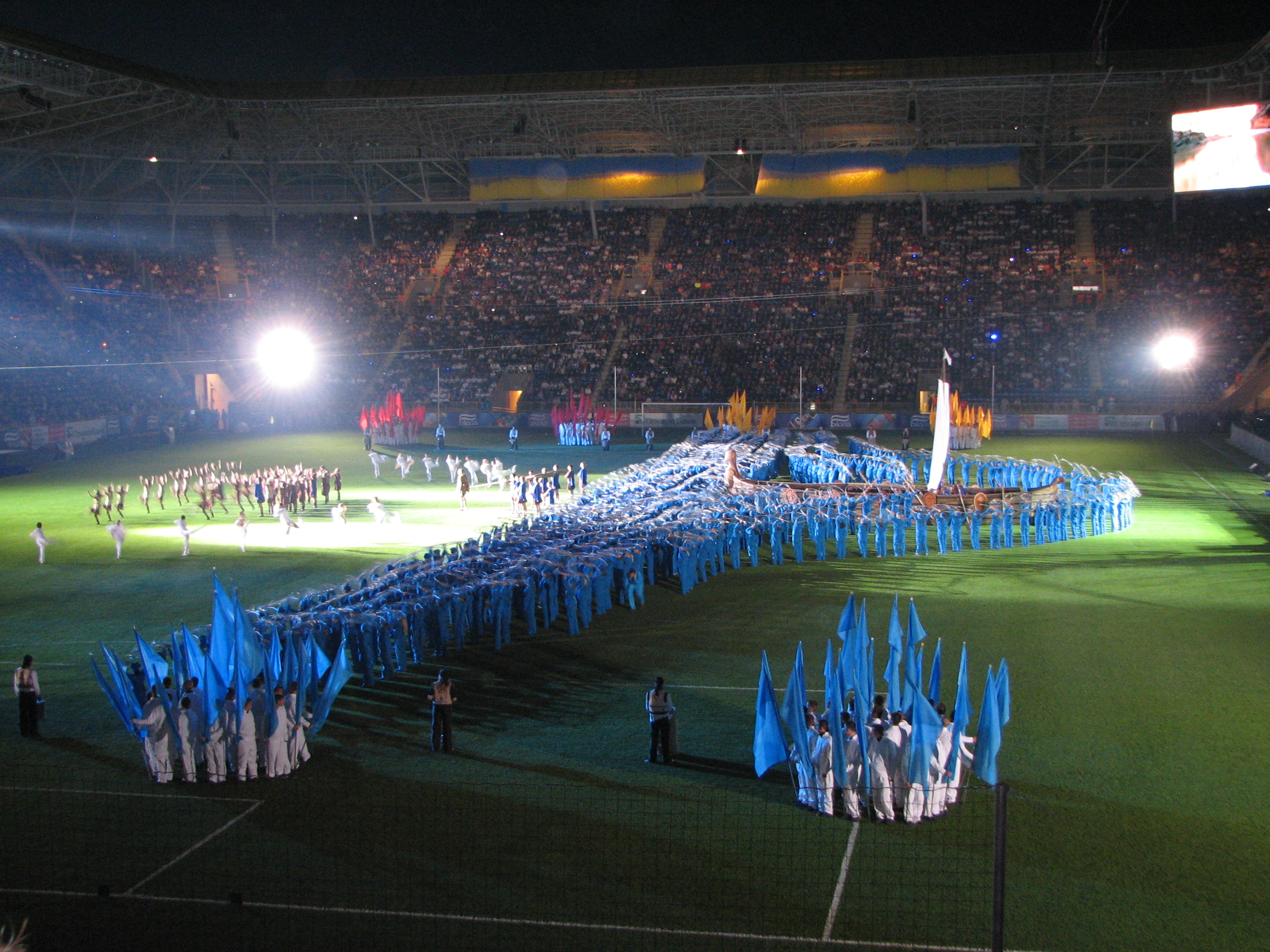
Ceremonia de apertura
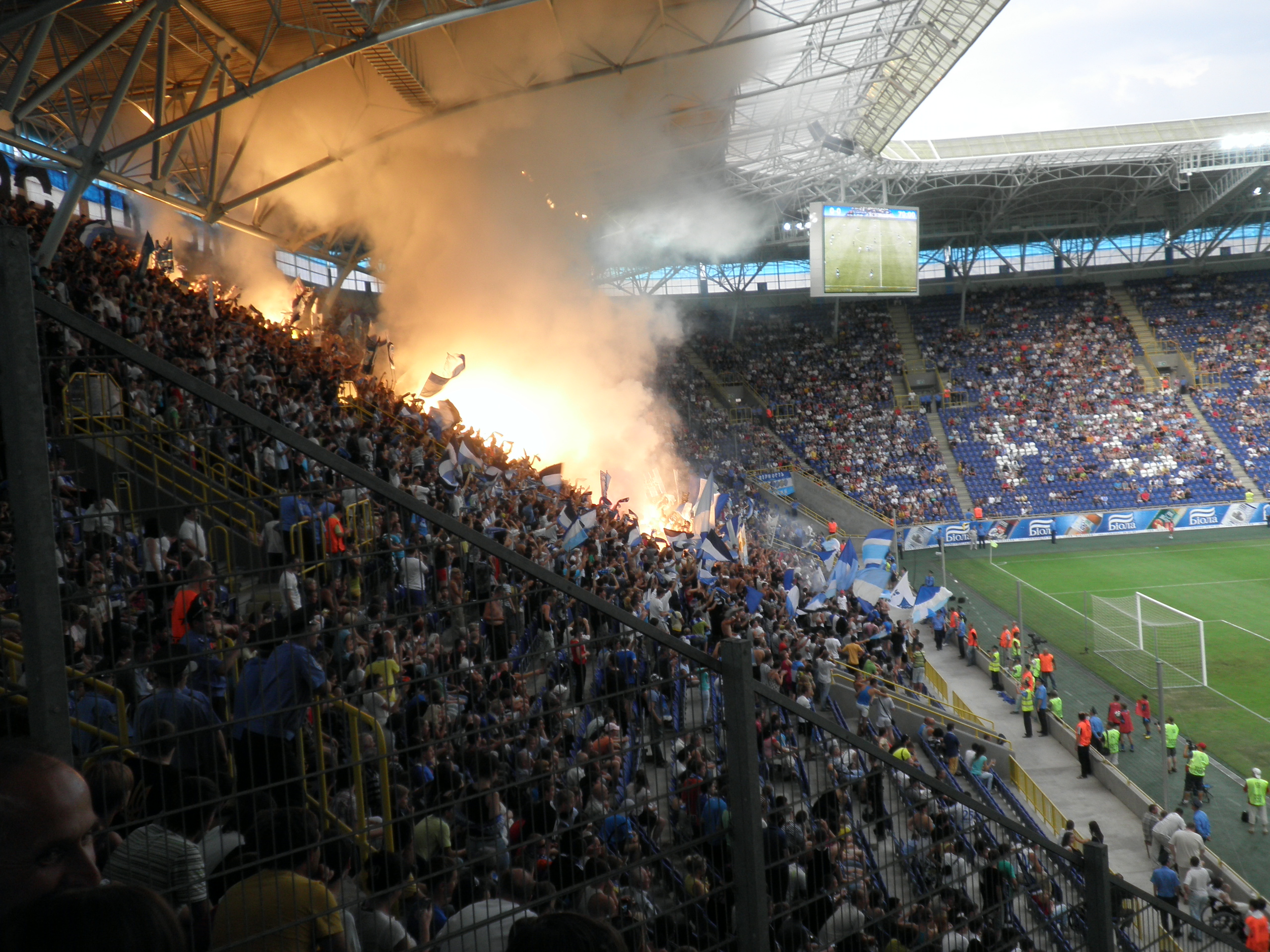
Hinchas del FC Dnipro en el estadio